# Victor Segalen
Victor Segalen (Brest, 1878. január 14. – Huelgoat, 1919. május 21.) (kínai neve pinjin hangsúlyjelekkel: Xiè Gélán; magyar népszerű: Hszie Ko-lan; hagyományos kínai: 謝閣蘭; egyszerűsített kínai: 谢阁兰) francia orvos, régész, etnográfus, felfedező, sinológus, nyelvész, irodalomkritikus, író, költő.

## Élete, munkássága
Victor Segalen 1902-ben szerzett orvosi diplomát. Már fiatal korától a nagymultú és nagy jelentőségű Mercure de France irodalmi lap munkatársa volt, ahol rendszeresen jelentek meg esszéi, versei. Az egyetem elvégzése után, Paul Gauguin nyomdokain, maga is Tahitire utazik. Ekkor veszi kezdetét sokrétű alkotói pályafutása, melynek során volt hajó- és általános orvos, tolmács-fordító, de végzett művészettörténészi, régészi és irodalmári kutatásokat egyaránt. Tahitira nem sokkal Gauguin halála után érkezett, és egy kiváló esszében tudósította honfitársait a festőóriás utolsó műveiről és jegyzeteiről. Az általa megismert maori civilizációt végnapjait pedig az Immémoriaux („Ősiek”) című regényében örökítette meg.
1908-ban beiratkozott a párizsi Collège de France-ra, ahol Édouard Chavannes-tól tanult kínaiul. 1909 áprilisában egy tíz hónapos expedíción vett részt Közép-Kínában. 1910 februárjában áthajózott Japánba, majd márciusban visszatért Pekingbe, ahol letelepedett feleségével, és fiával, Yvonnal. Kínai tartózkodása alatt orvosként dolgozott a pestis visszaszorításáért. 1914-ben csatlakozott egy újabb, Kínába érkezett francia expedícióhoz, amelynek során egy Han-kori sírt tárnak fel a kínai piramisok vidékén, Hszian (Xi'an) környékén.
Mindeközben sorrá születnek szépirodalmi alkotásai, például a szimbolista jegyeket felmutató prózakölteményei, a Stèles („Sztélék”), a Peintures („Festmények”), vagy az olyan jelentősebb versei, mint az Odes („Ódák”), a Thibet („Tibet”), egy annales formában megszerkesztett történeti munkát is írt Le Fils du Ciel („Az Ég fia”) címen, és a René Leys regény is az ő alkotása. Ezenkívül sinológiai tárgyú tanulmányai jelentek meg például a kínai szobrászatról, de számos úti jegyzetet is készített.
1918-ban hazatért Franciaországba. 1919 januárjában „akut idegkimerültséggel” kórházba került Brestben. Áprilisban feleségével, Yvonne-val Algériába utazott pihenni, majd visszatérve egy huelgoati szállodában lábadozott. Május 21-én reggel elhagyta a szállodát, hogy a közeli erdőben sétáljon. Holttestét 48 órával később felesége és egyik gyerekkori barátja találta meg. Halálának körülményei nem tisztázottak, valószínűleg öngyilkos lett. Teste mellett a Hamlet egy példánya feküdt. Temetésére május 14-én került sor a helyi köztemetőben.

## Főbb művei
- L'observation médicale chez les écrivains naturalistes, thèse, Bordeaux, 1902
- Les Synesthésies et l'école symboliste, 1902
- Vers les sinistrés, 1903
- Gauguin dans son dernier décor, 1904
- Le Double Rimbaud, 1906
- Dans un monde sonore, 1907
- Voix mortes : musique maori, 1907
- Les Immémoriaux (Max Anély álnéven), 1907
- Stèles, 1912; nouvelle édition, présentée par Simon Leys, Éditions de la Différence, coll. " Orphée ", Paris, 1989
- Peintures, Chez Georges Crès et Cie, 1916
- Hommage à Gauguin, 1918
- Dossier pour une Fondation Sinologique, Rougerie, 1986
- Essai sur l'exotisme, Fata Morgana, 1978; nouvelle édition, Livre de poche, coll. biblio-essais, 1986
- Dans un monde sonore, Fata Morgana, 2010; nouvelle édition

Posztumusz megjelent művei
- Thibet, 1963, 1979
- Le Siège de l'Âme, 1921
- Orphée-Roi, 1921
- René Leys, 1922
- Mission archéologique en Chine (Gilbert de Voisins-nal és Jean Lartigue-vel közösen), 1923–1924
- Odes, 1926
- Équipée. De Pékin aux marches tibétaines…, 1929
- Voyage au pays du réel, 1929
- Lettres de Chine, 1967
- Les origines de la grande statuaire en Chine 1972
- A Dreuz an Arvor, 1973
- Siddharta, 1974
- Briques et Tuiles, Fata Morgana, 1975
- Journal des îles, 1978
- Le Fils du ciel : chronique des jours souverains, 1985
- Essai sur soi-même, 1986
- Le Fils du Ciel, 1995
- Journal de voyage, 1995
- Le Maître-du-Jouir, 1995
- La marche du feu, 1995
- Pensers païens, 1995
- Hommage à Saint-Pol-Roux, 1995
- Entretiens avec Debussy, 1995
- Gustave Moreau, maître imagier de l'orphisme, 1995
- Quelques musées par le monde, 1995
- Essai sur l'exotisme, 1995
- Essai sur le mystérieux, 1995
- Imaginaires, 1995
- Un grand fleuve, 1995
- Briques et tuiles, 1995
- Feuilles de route, 1995
- Correspondance, 2004
- Un grand fleuve, 2006

Régészeti tárgyú írásai
- Rapport de la Mission archéologique Victor Segalen, 1917
- Le tombeau du fils du roi de Wou – Ve siècle avant notre ère, 1922
- Rapport de la Mission archéologique de Lartigue, Segalen et de Voisins, 1923–1924
- Chine, la grande statuaire, suivi de Les origines de la statuaire de Chine (1972)

## Fordítás
- Ez a szócikk részben vagy egészben  a   Victor Segalen című francia Wikipédia-szócikk ezen változatának fordításán alapul.  Az eredeti cikk szerkesztőit annak laptörténete sorolja fel. Ez a jelzés csupán a megfogalmazás eredetét és a szerzői jogokat jelzi, nem szolgál a cikkben szereplő információk forrásmegjelöléseként.